# Molophilus mattina
Molophilus mattina là một loài ruồi trong họ Limoniidae. Chúng phân bố ở miền Australasia.